# Canon automoteur
 (novembre 2015).
Si vous disposez d'ouvrages ou d'articles de référence ou si vous connaissez des sites web de qualité traitant du thème abordé ici, merci de compléter l'article en donnant les références utiles à sa vérifiabilité et en les liant à la section « Notes et références ».

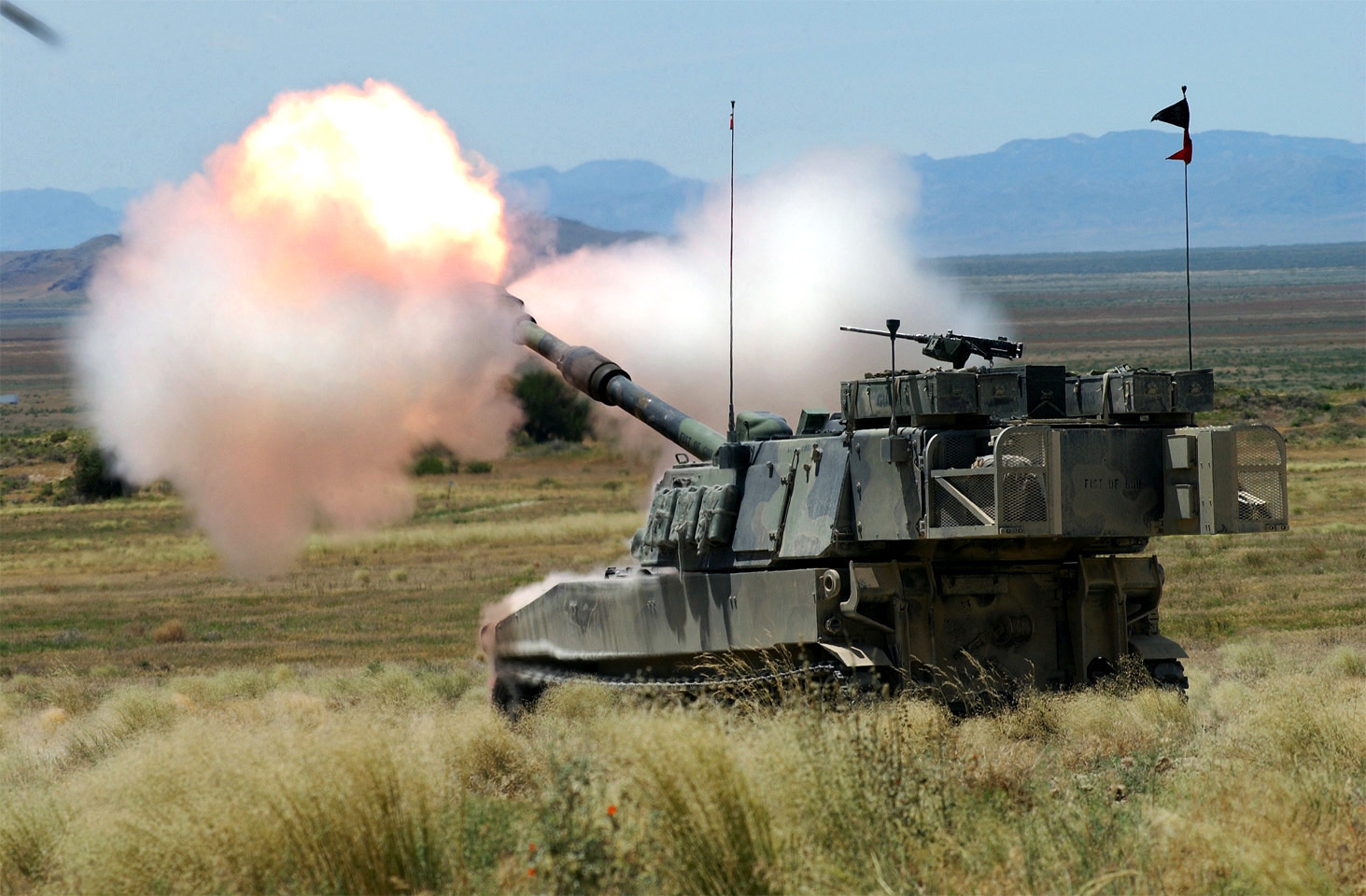
Automoteur M109A6 Paladin américain.

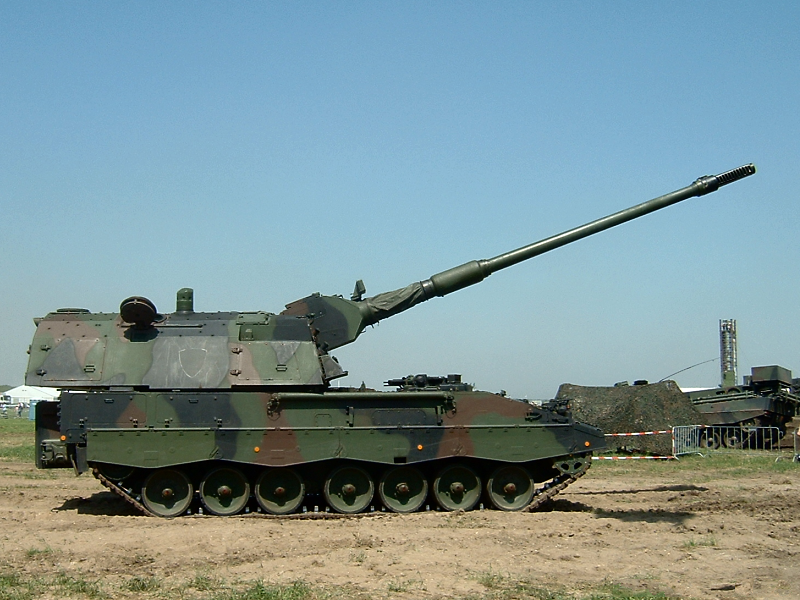
PzH 2000 de l’Armée royale des Pays-Bas en 2005.

Un canon automoteur, ou automoteur d'artillerie, est un véhicule qui donne de la mobilité à l’artillerie. Doté d’une grande mobilité grâce à ses roues ou chenilles, il peut accueillir un obusier, un canon, un mortier ou encore un lance-missile/roquette. Les automoteurs sont souvent utilisés pour des séries de tirs indirects de soutien sur le champ de bataille.
Par le passé, les automoteurs d'artillerie incluaient les véhicules à feu direct comme le canon d'assaut ou le chasseur de chars. Ceux-ci étaient des véhicules blindés, le premier fournissant un support de feu rapproché, le second étant un spécialiste antichar.
Aujourd’hui, les automoteurs d'artillerie ressemblent superficiellement aux chars mais sont légèrement blindés, trop peu pour survivre à un combat en feu direct. Leur blindage est destiné à protéger leur équipage des shrapnels et armes légères. Beaucoup sont équipés de mitrailleuses pour se défendre contre l’infanterie ennemie.

## Origine du principe
Les canons automoteurs constituent une évolution de l’artillerie montée, qui désignait l'ensemble des systèmes d'attelage servant à tracter les pièces d'artillerie.
On ne peut parler de canon automoteur qu’avec l’arrivée des véhicules motorisés dans les conflits : et c’est donc surtout au cours de la Première Guerre mondiale que ce type d’arme s'est d’abord développé (surtout au sein de l’Armée française). La Seconde Guerre mondiale en diversifia l'emploi : ainsi l’Armée rouge mit en service le canon automoteur de Marine SU-100Y au cours de l’invasion de la Finlande en 1939-40. Les belligérants développèrent aussi bien des canons montés sur chenilles, tels la Sauterelle de la Wehrmacht, que des canons tractés comme le Faun GT 8/15, un 4 × 4 tractant l'obusier de campagne de 105 mm, qui équipe la Bundeswehr.
Depuis 1945, les armées ont multiplié les chasseurs de chars à des fins défensives. Les batteries mobiles de soutien d’infanterie mécanisées au cours la Seconde Guerre mondiale allaient du canon d'assaut, surtout destiné au tir direct, aux obusiers, plus modernes et au blindage renforcé, qui étaient capables de détruire les cibles plus éloignées par tir indirect.
Parmi les automoteurs lanceurs de missile mis en service au cours de la Guerre froide, il faut principalement mentionner les SS-20 ou les MGM-31 Pershing.

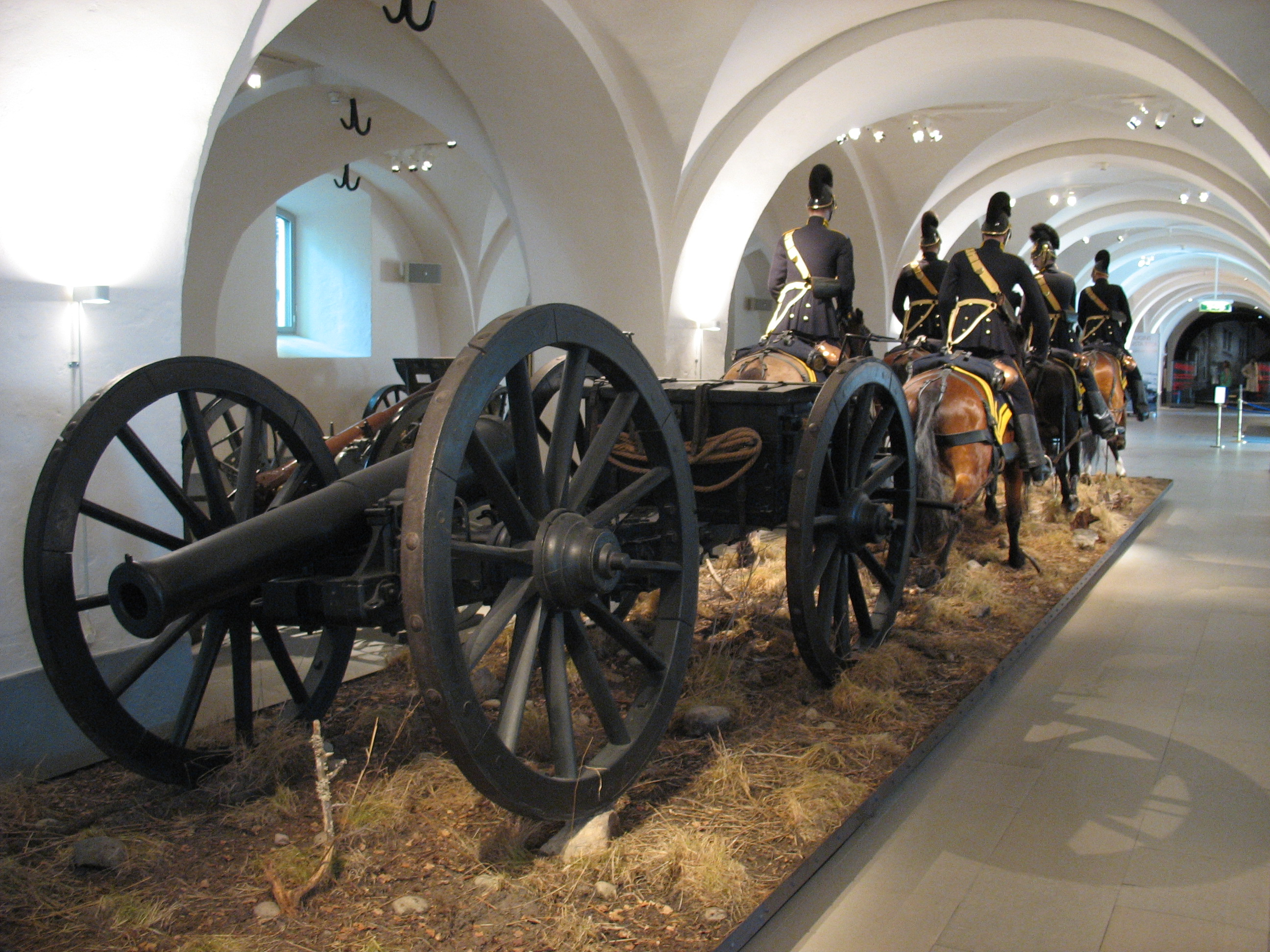
Un modèle d’une pièce d’artillerie suédoise (vers 1850) remorquée par des chevaux au musée de l’armée de Stockholm (Suède).
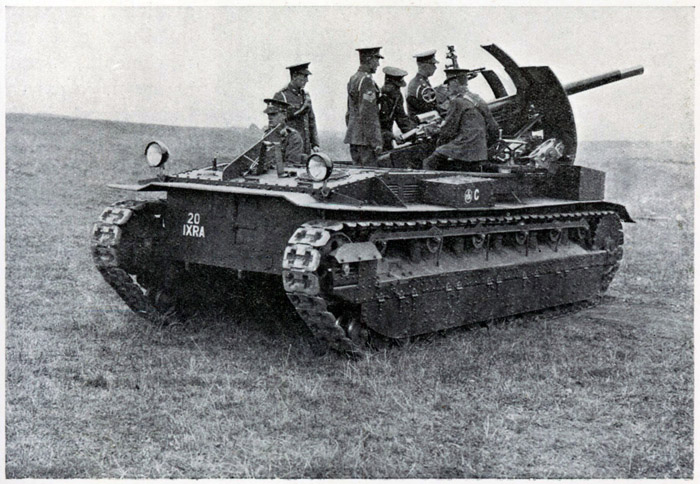
Le canon automoteur Birch de 84 mm est un prototype de l'armée britannique de 1925.
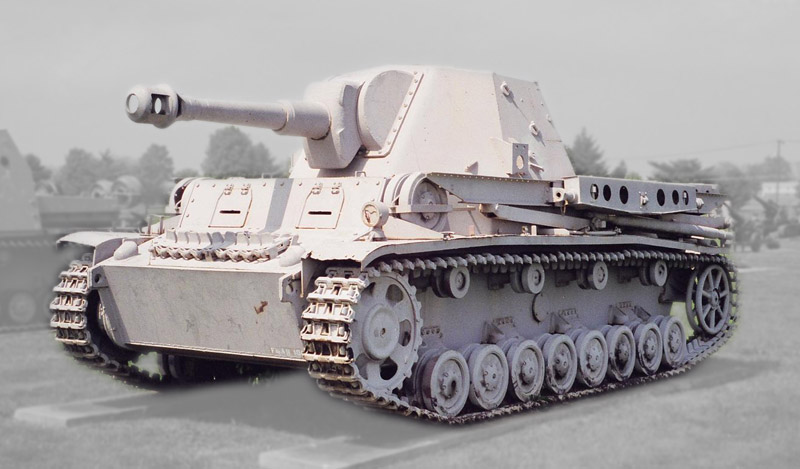
La Sauterelle est un projet d'obusier automoteur de 105 mm engagé par la Wehrmacht en 1939.
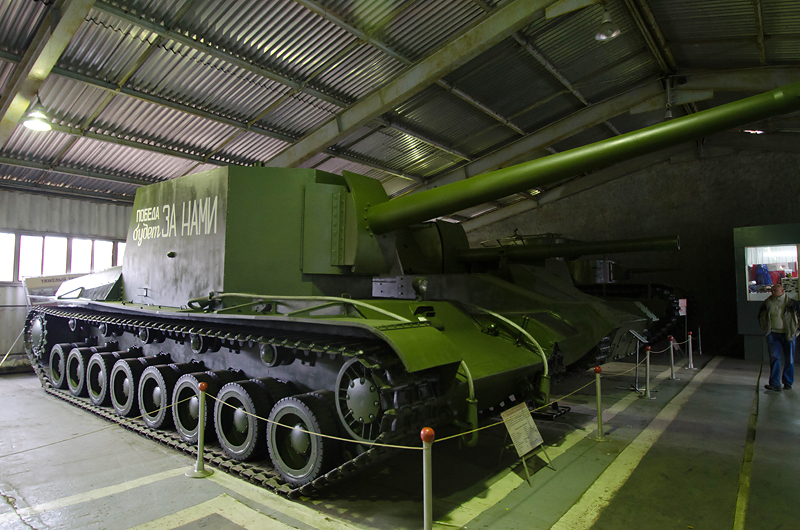
Un canon automoteur soviétique : le SU 100Y qui résultait de la motorisation d'un affût de marine.

## Évolutions du concept

### Première Guerre mondiale

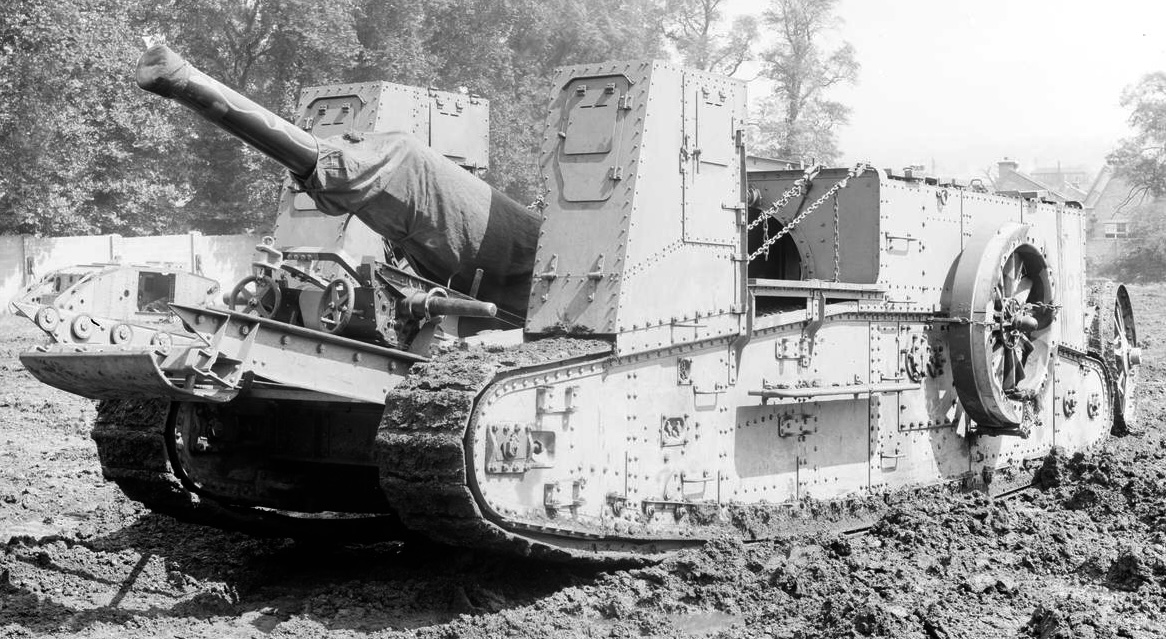
Canon automoteur britannique Gun Carrier Mark I.

Le premier automoteur d'artillerie est le Gun Carrier Mark I de 1917. Développé durant la Première Guerre mondiale, il est basé sur le char Mark I.

### Seconde Guerre mondiale
Au début de la Seconde Guerre mondiale, pratiquement toute l’artillerie était toujours déplacée par des véhicules ou des chevaux. Cependant la doctrine allemande de la Blitzkrieg utilisant la combinaison des armes pendant l’action apportait un support de feu aux unités en mouvement par l’utilisation de chasseurs en piqué (Stuka) — qui jouaient en pratique le rôle assuré avant par l’artillerie. Les mortiers conventionnels suivaient les unités sur le terrain.
Au fur et à mesure du déroulement de la guerre, la plupart des nations ont développé une artillerie autopropulsée. Les premiers essais n’étaient rien de plus qu’un canon de terrain monté sur un camion, une technique connue dans l’armée britannique sous le terme de portee (en). Ces canons étaient mobiles, mais n’offraient aucune protection aux servants. L’étape suivante fut de monter ces canons sur un châssis protégé (souvent un char obsolète ou démodé) qui procurait une structure blindée destinée à protéger le canon et ses servants. 

#### Chez les différents belligérants
Pour les Britanniques
La plupart des premiers modèles ont été improvisés et l'expérience acquise a permis ensuite de meilleures conceptions. Par exemple, le premier obusier britannique, le « Bishop » était équipé de l'obusier de 25 livres, mais dans un montage qui en limitait sérieusement les performances. Il a été remplacé par la suite par le Sexton, bien plus efficace.
Pour les Allemands
Le premier canon automoteur allemand, apparu au combat lors de la bataille de France, fut le 15-cm sIG 33 (Sf) auf Panzerkampfwagen I Ausf B, ou plus simplement Sturmpanzer I « Bison ».
De 1955 à 1970, la Bundeswehr équipait encore ses divisions et ses corps d'artillerie de canons automoteurs américains, le M107 et le M110. Le M7 Priest fut le premier obusier automoteur à l'équiper. Ces armes furent remplacées au cours des années 1960 par l’obusier M109 puis, encore trente ans plus tard, par le PzH 2000 de l'armurier allemand Krauss-Maffei.
Wespe, Hummel, Grille
Pour les Soviétiques
Les Soviétiques, qui avaient déjà expérimenté avant guerre un prototype de canon automoteur, le SU-14, produisirent à partir de 1939 le KV-2, puis fin 1942 le SU-76, puis en janvier 1943 apparut au combat le SU-122.
À partir de fin mars 1943 fut produit le SU-76I ou SU-76 (S1), un montage de canons de 76,2 mm sous casemates, fixées sur 201 châssis de Panzer III et Stug III, capturés lors de la capitulation des forces allemandes à Stalingrad.
En juillet 1943 apparaît sur le champ de bataille de Koursk le SU-152, qui sera, bien qu'armé d'un obusier de 152 mm, très largement utilisé comme chasseur de chars.  
En 1944 apparaît l'ISU-152, dont le canon est lui aussi utilisé comme artillerie lourde et canon antichar.  
Fin 1944 apparaît le SU-100, mais son rôle étant purement antichar, il n'est pas un canon automoteur, quoique comme il est vu dans cette liste, les Soviétiques surent créer des matériels polyvalents, autant puissante artillerie mobile que redoutable antichar.

#### Différents concepts
Canons d'assaut
Les canons d’assaut fortement protégés étaient destinés à apporter à l’infanterie un soutien de feu direct lors des assauts sur des positions défensives. Ils pouvaient tirer des projectiles à fragmentation. Le StuH 42 allemand et le ISU-152 soviétique sont de bons exemples de ce type d’artillerie autopropulsée.
Canons automoteurs
Toutes les grandes nations ont développé une artillerie auto-propulsée qui pourrait fournir un support indirect c'est-à-dire non pas en tirant sur la cible, mais en fournissant un appui-feu sur des cibles situées au-delà du champ de bataille. C’était souvent des véhicules légèrement blindés sur les côtés comme le M7 Priest américain, le Sexton (25 pdr) britannique et le Wespe allemand. Les Soviétiques ont pris un autre chemin car ils n’ont pas développé une artillerie spécialisée dans le support de feu indirect, mais sont restés dans la tradition d’une artillerie à deux objectifs, composée d’une série de canons d’assaut polyvalent capable de fournir un support indirect (comme le ISU-152). Mais la plus importante percée fut le développement du célèbre Katyusha, un lanceur de roquettes autopropulsé constitué d'un camion standard non blindé avec un rack à roquettes dans la benne. C’était une arme très bon marché et incroyablement efficace.

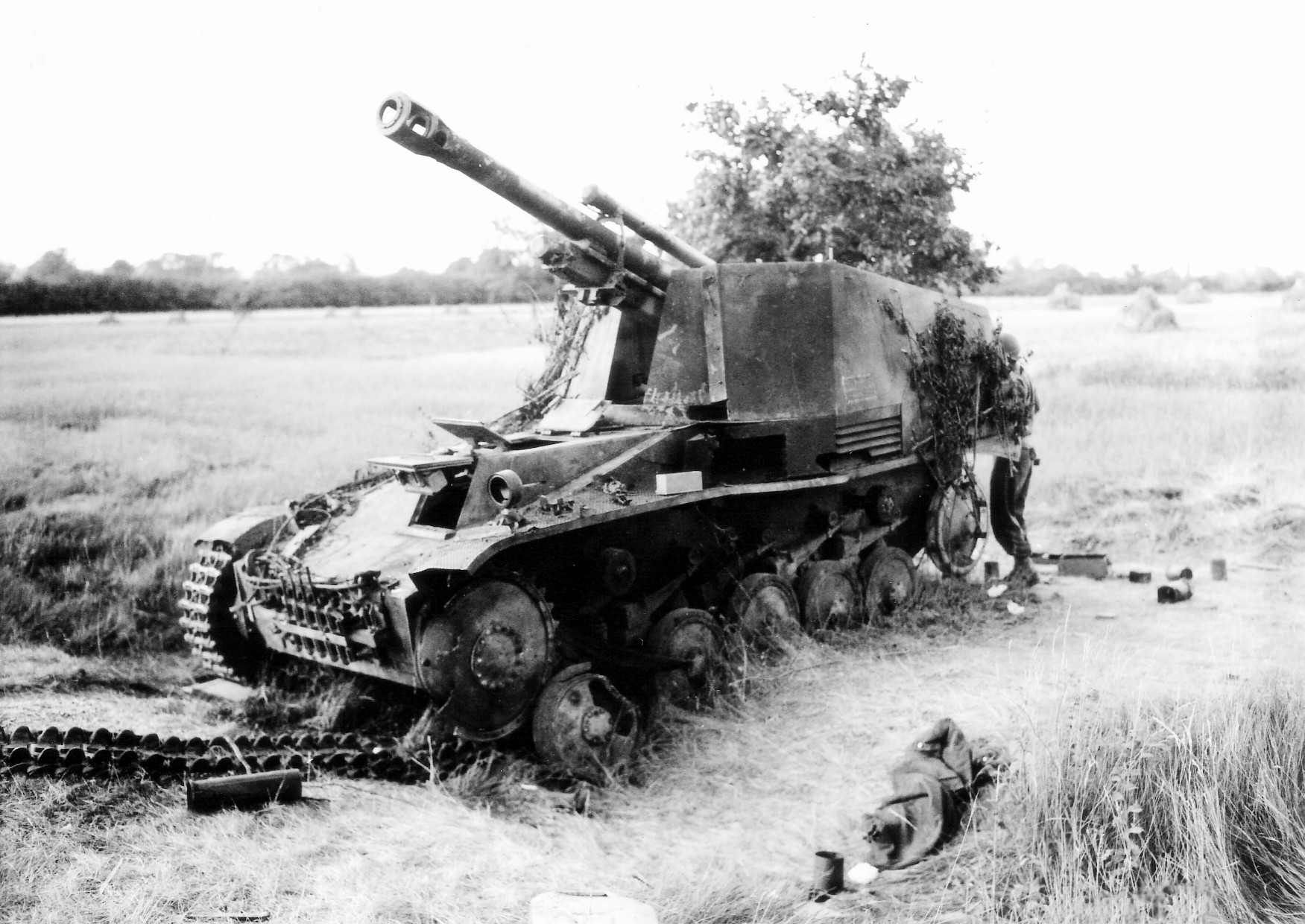
Un automoteur allemand Wespe de 105 mm hors service.
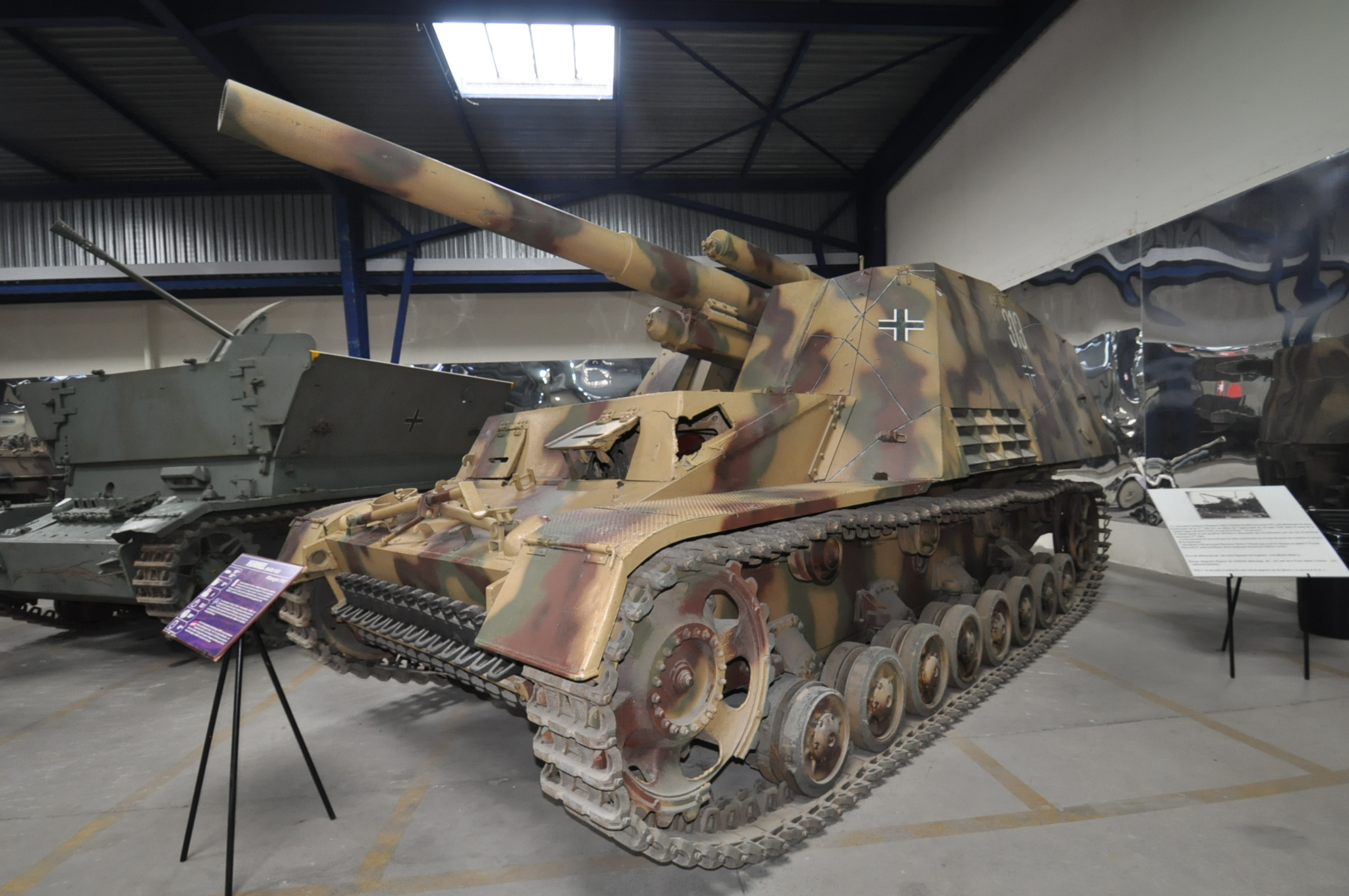
Canon automoteur allemand Hummel de 150 mm au musée des blindés de Saumur.
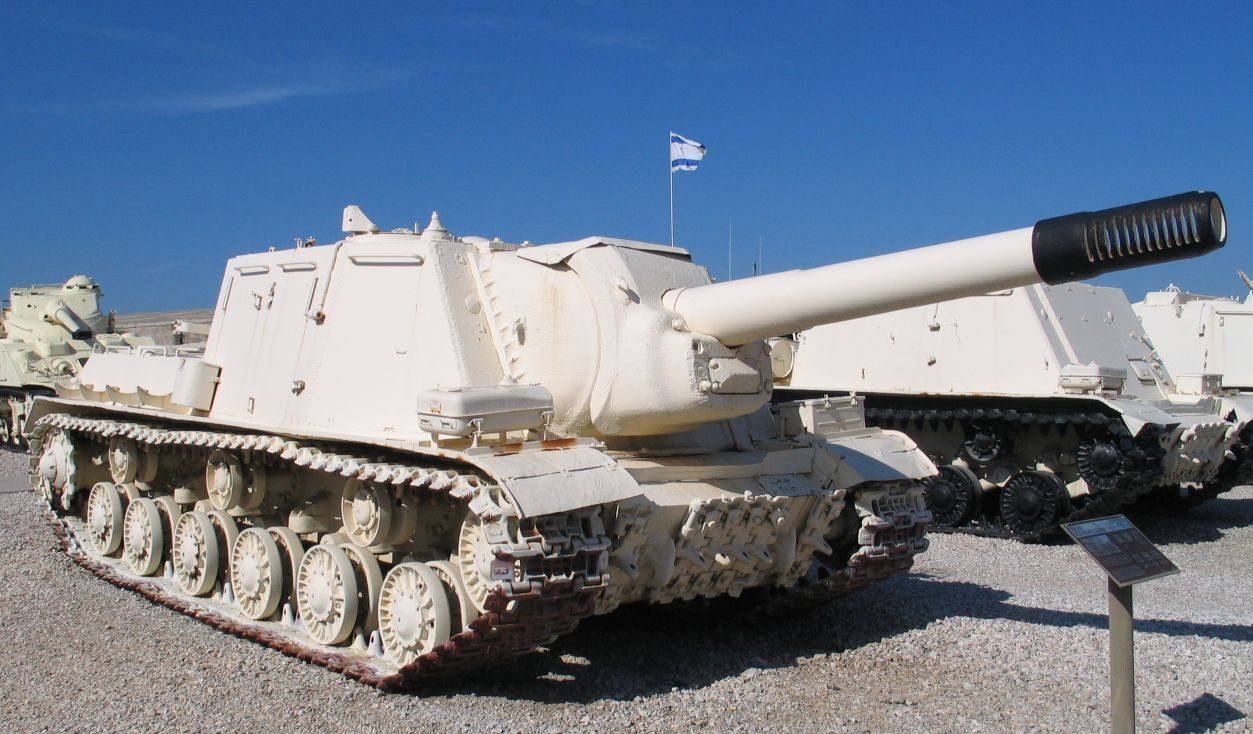
Un ISU-152 soviétique.
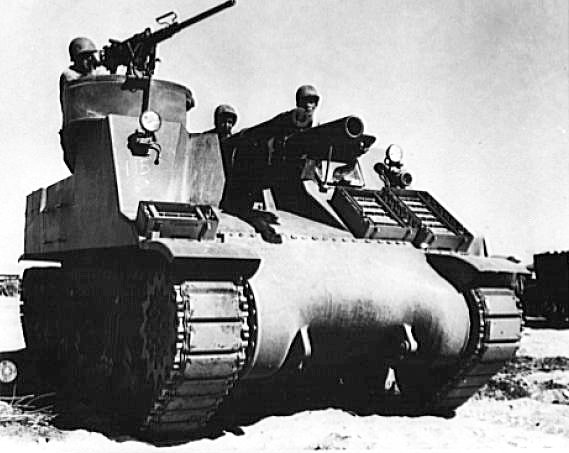
Un M7 Priest américain.
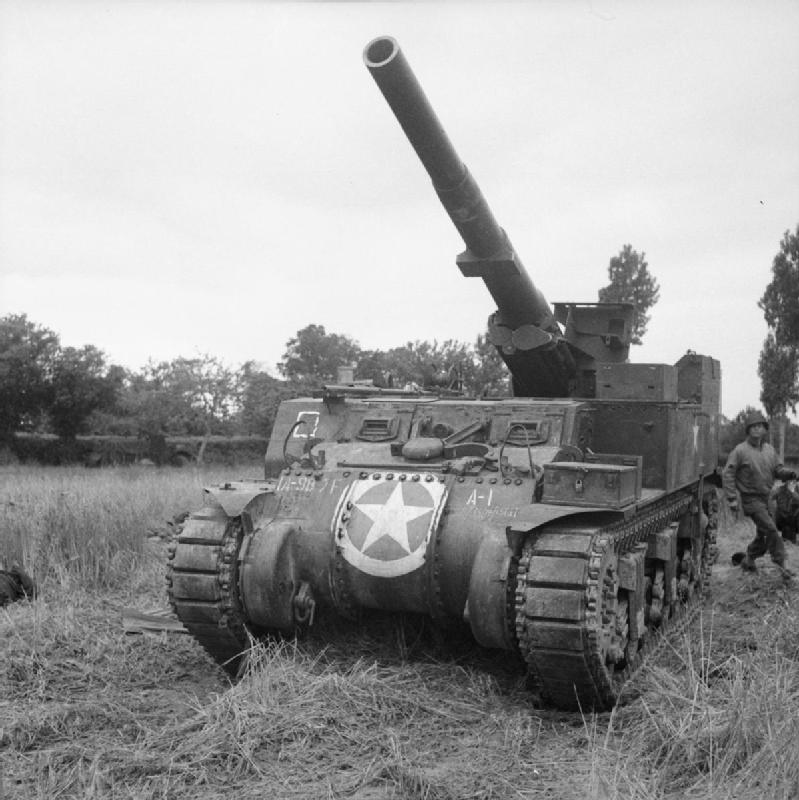
M12 Gun Motor Carriage pendant la campagne de Normandie en 1944
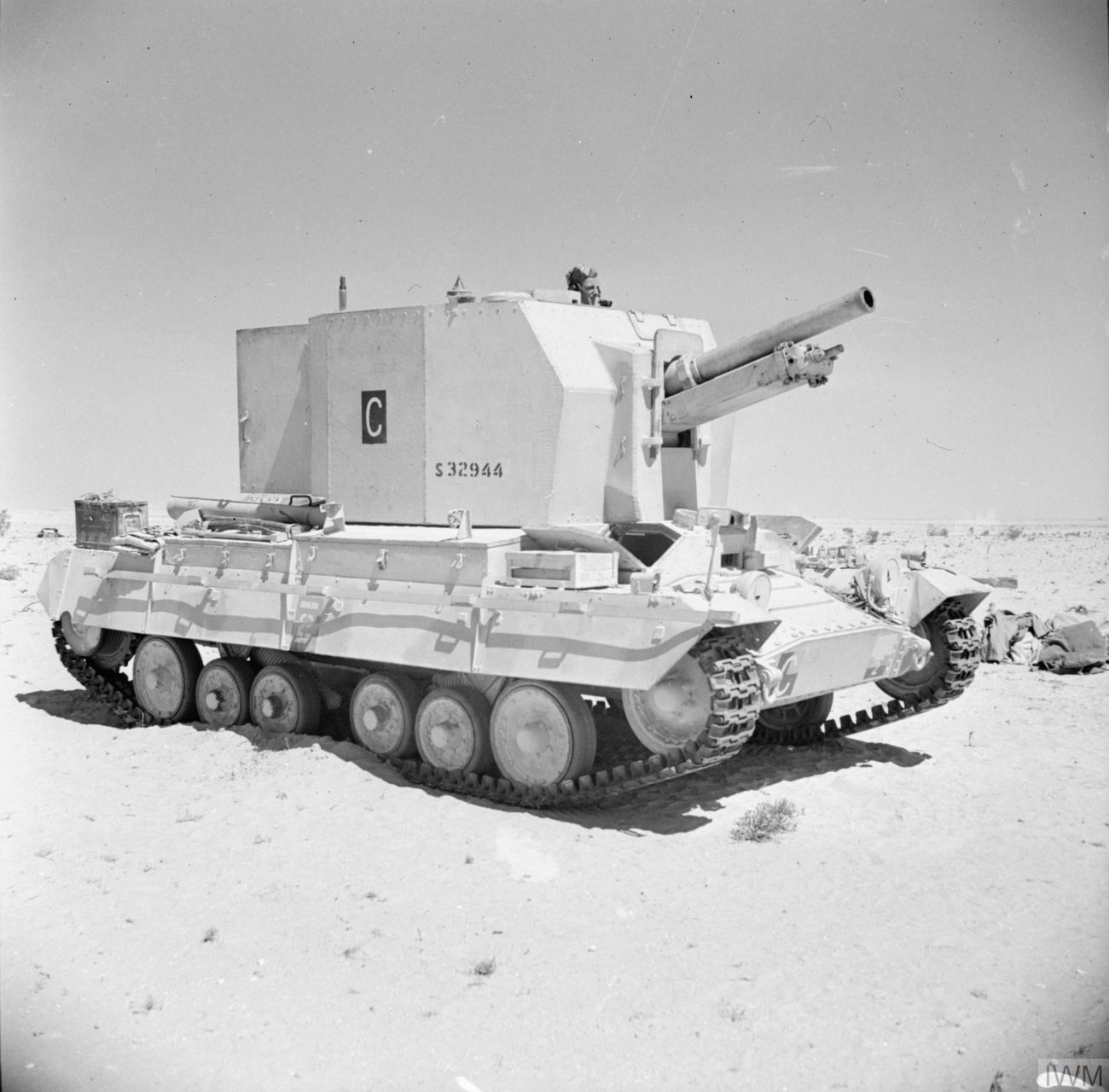
Bishop-SP britannique
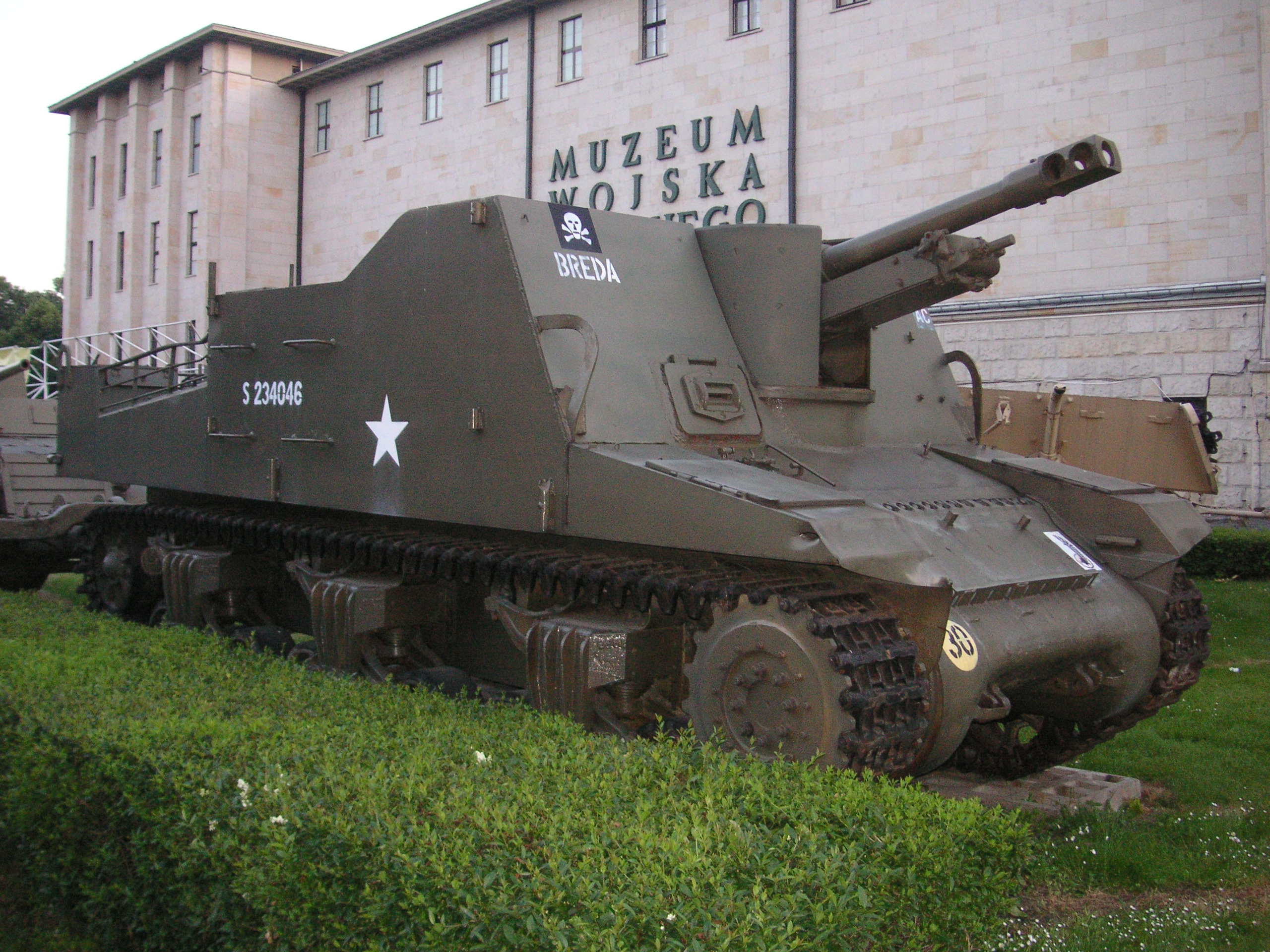
Un Sexton britannique.

### Les canons automoteurs après la Seconde Guerre mondiale
Après la Seconde Guerre mondiale, les canons d’assaut sont devenus obsolètes. Par contre l’artillerie de soutien indirect est restée importante et continue de se développer sur l’idée d’un canon de terrain pour tous usages.

#### Exemples d'automoteurs modernes
- M110
- AS-90
- Panzerhaubitze 2000
- Camion équipé d'un système d'artillerie CAESAr
- Archer (système d’artillerie)
- MSTA-S
- 2S7 Pion/Malka
- 2S4 Tulpan
- AMX AuF1
- Système d'artillerie autopropulsé Al Faw
- Canon automoteur DANA
- K9 Thunder
- T-155 Fırtına
- AHS Krab

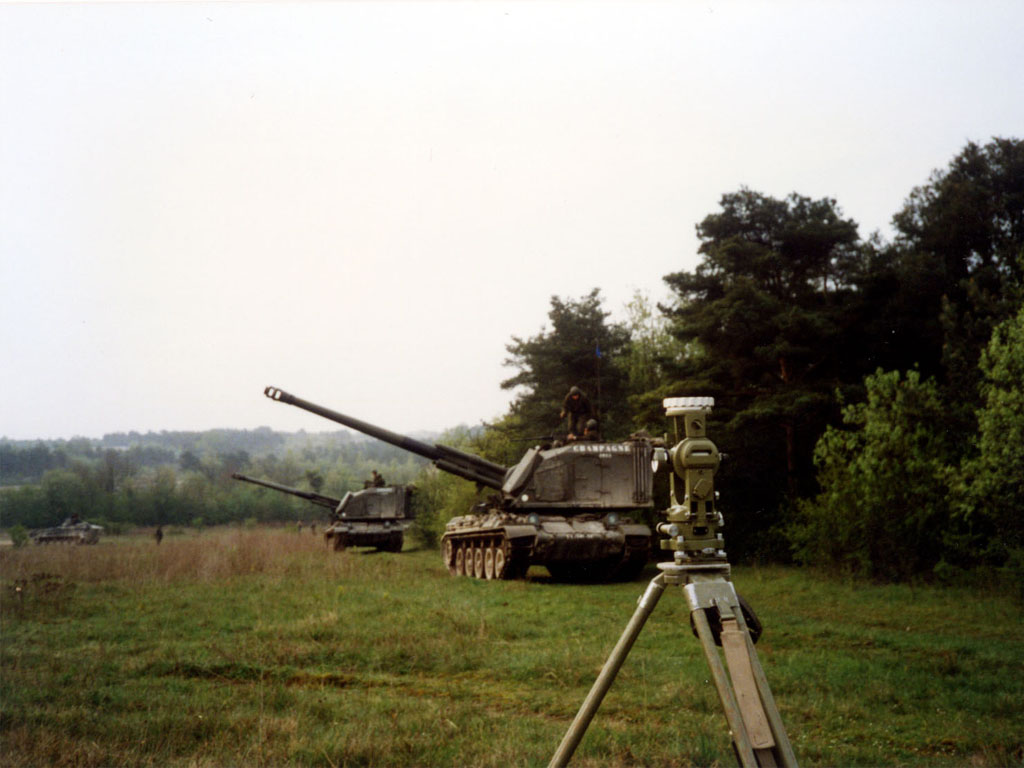
Une batterie automoteur AMX AuF1 avec en premier plan un théodolite Wild T16.
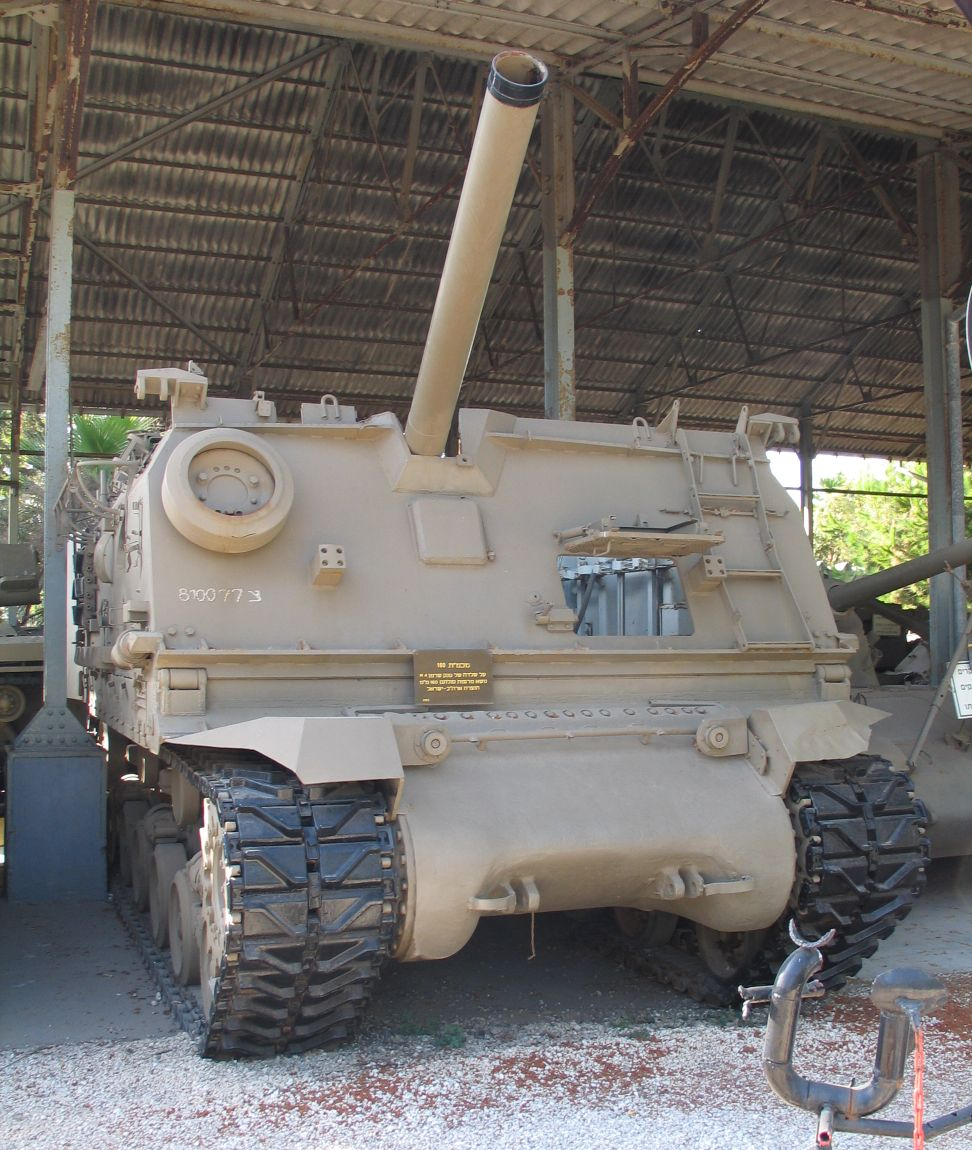
Un IDF Makmat doté d'un mortier de 160 mm.
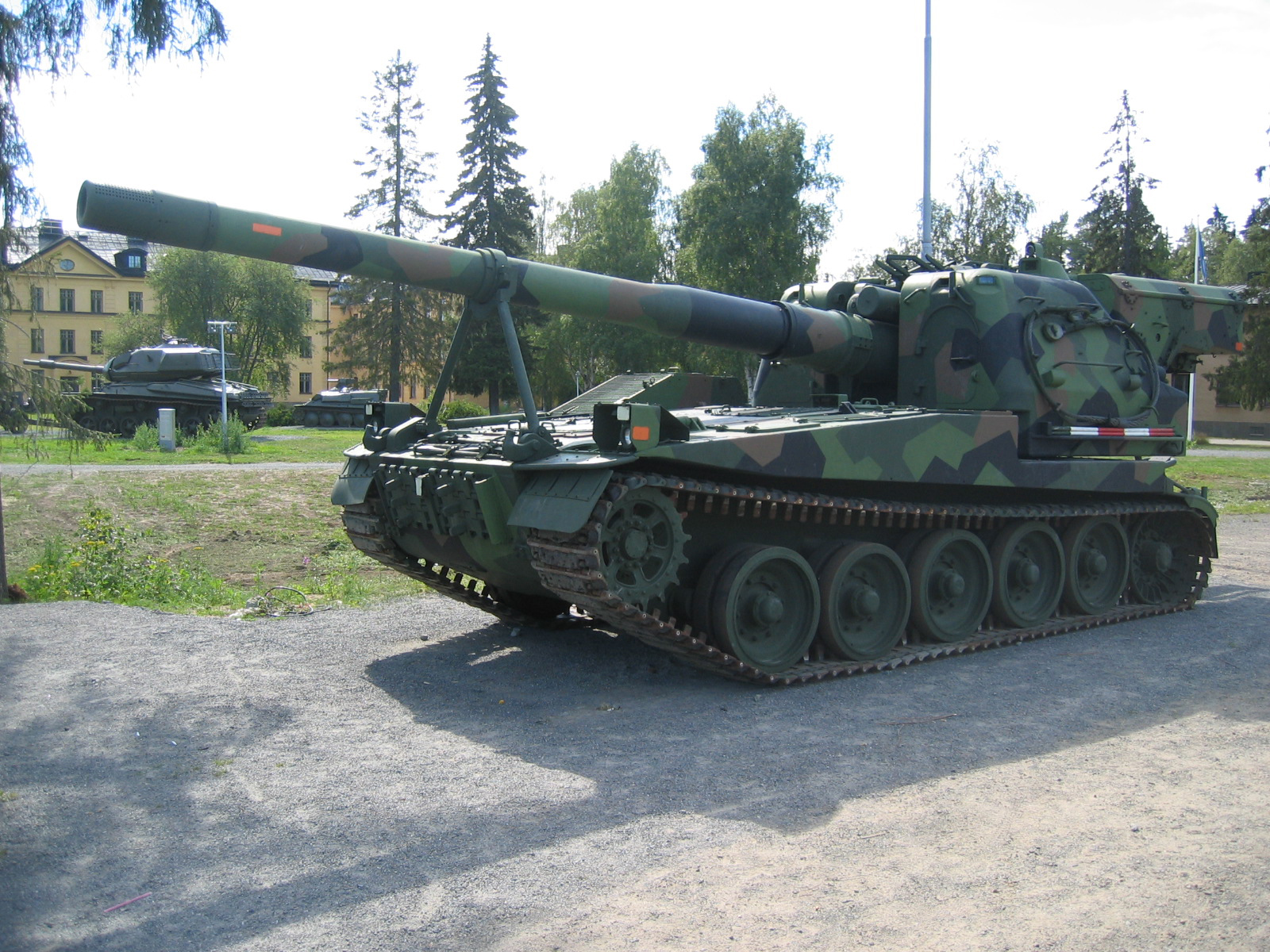
Un Bandkanon 1 (Suède).
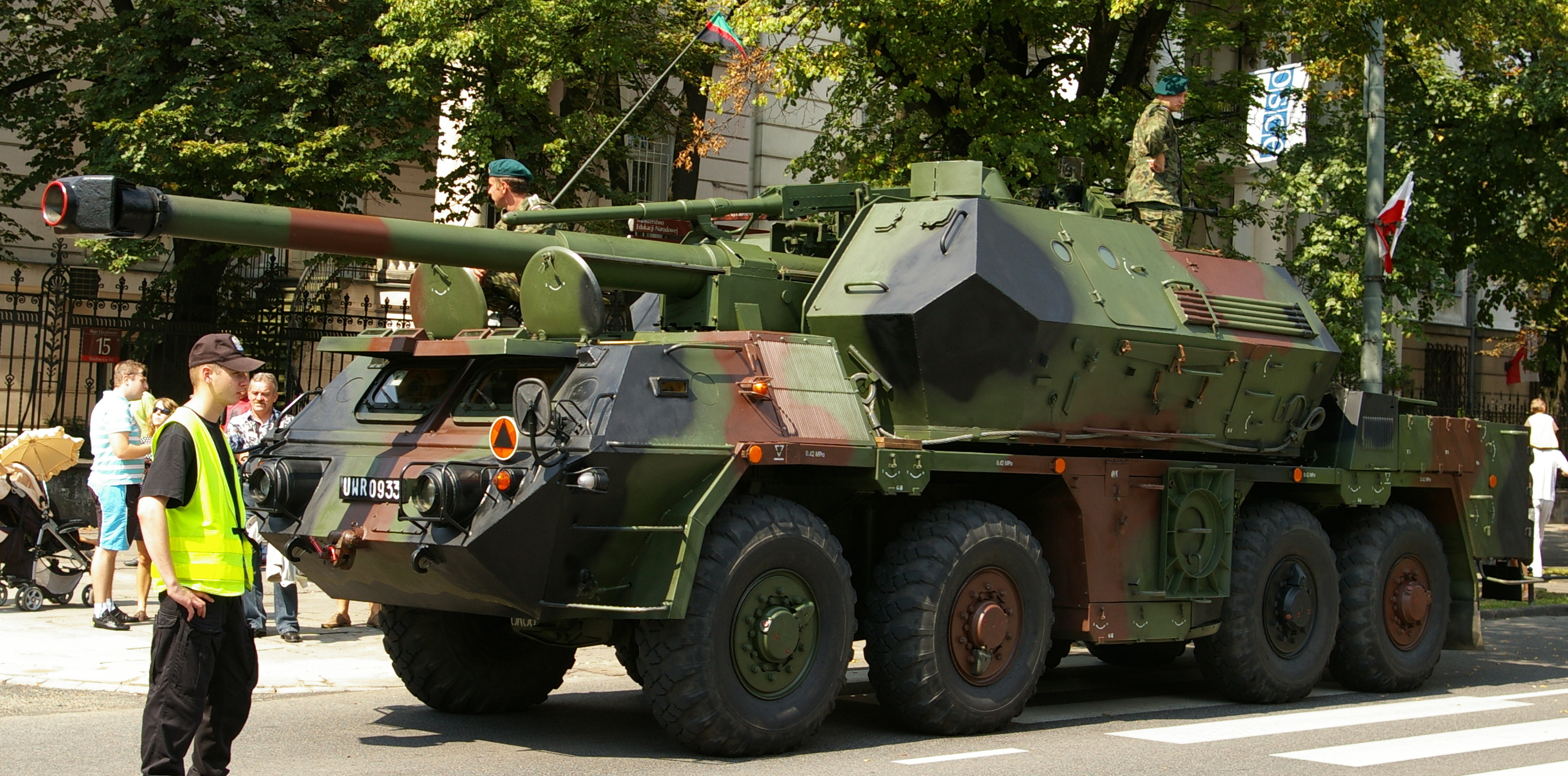
Un DANA (Tchécoslovaquie).
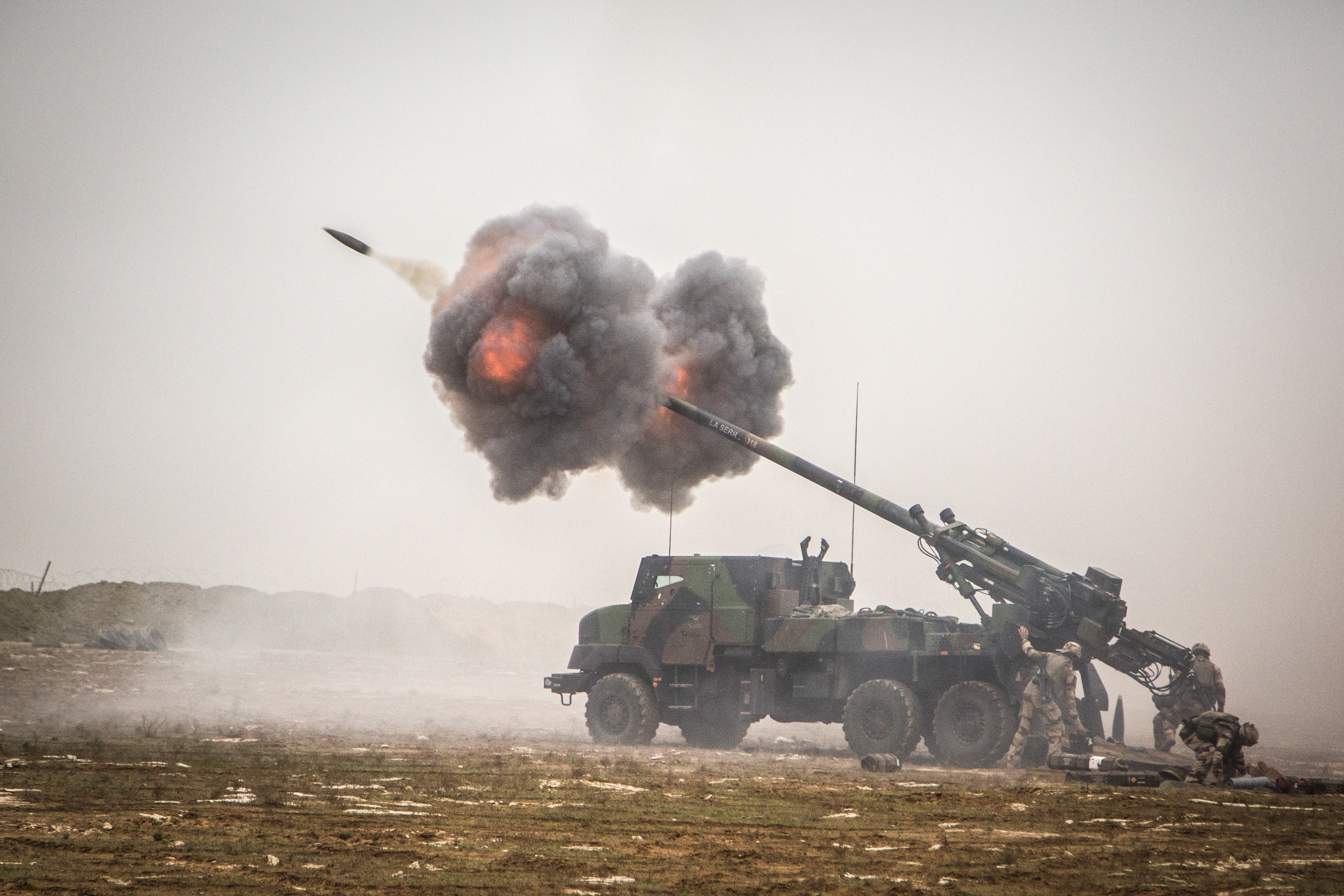
Canon automoteur Caesar français en Irak